# Nouvelle Vague (filme de 1990)
Nouvelle Vague é um filme francês de 1990, escrito e dirigido por Jean-Luc Godard. Segue a história do caroneiro Lennox (Alain Delon) acolhido por uma rica industrial, Elena Torlato-Favrini (Domiziana Giordano). O filme foi inscrito no Festival de Cinema de Cannes de 1990.

## Recepção
Vincent Canby, em uma crítica contemporânea no The New York Times, condenou o filme como pouco mais que um "comercial de batom em longa-metragem", concluindo que "somente pessoas que desprezam os grandes filmes de Godard... poderiam ficar qualquer coisa além de tristes com este". O pronunciamento final do crítico em uma crítica que selou a falta de sucesso do filme nos Estados Unidos foi "a festa acabou", aparentemente lavando as mãos pela carreira de Godard e pelo filme. No entanto, o filme foi defendido em outros lugares e foi aclamado como um dos melhores do ano por críticos como J. Hoberman e Jonathan Rosenbaum. A opinião de Canby também foi contestada por críticos e acadêmicos posteriores. Em seu livro The Films of Jean-Luc Godard: Seeing the Invisible, David Sterritt dedica um capítulo inteiro ao filme, chamando-o de uma "obra complicada" que tem "ligações especialmente fortes com Je vous salue, Marie e outros filmes 'sublimes'".
Com base em 6 avaliações, Nouvelle Vague tem uma taxa de aprovação de 67% no agregador Rotten Tomatoes.